# 練馬大根ブラザーズ
『練馬大根ブラザーズ』（ねりまだいこんブラザーズ）は、『おろしたてミュージカル 練馬大根ブラザーズ』として放送されたテレビアニメ、および『練馬大根ブラザーズ』としてアニメと並行して連載されていた漫画である。
アニメ版は2006年1月からテレビ東京、テレビ大阪、テレビ愛知で、同年2月からAT-Xで放送された。全12話。
漫画版はジャイブ刊『月刊コミックラッシュ』で連載されていた。
なお、本項目は主にアニメ版を中心に記述している。

## ストーリー
東京都練馬区に住むヒデキは、そこで練馬大根を栽培しながら、畑に隣接された手作りステージを家代わりにして住んでいる。いつかそこにドームを建て、バンドメンバーのイチロー・マコと一緒に大規模コンサートを開くことを夢見ているが、現状は近所の住人から投げつけられた苦情のゴミで溢れかえっている。
ある日、悪徳芸能プロからオーディション料を騙し取られた三人は、お金を取り戻す(キャッシュバック)べくギャング家業に乗り出す。

## キャラクター
ヒデキ
声 - 松崎しげる
25歳。練馬区に自分の畑を持ち、そこで大根（練馬大根）を栽培している。その大根畑に隣接された手作りステージを家代わりにして住んでいる。幼い頃、イチロー・マコと共に、いつかその大根畑がある土地にドームを建て、コンサートを開くことを約束し、今も夢見ている。マコのことが好きで、結婚したいと思っているが、「日本の憲法・法律では従兄妹は結婚できないことになっている」と勘違いしている（日本の民法では三親等内の結婚は法律で禁止されているが、従姉妹は四親等なので可能）。ドナベナベに騙されかけ、練馬大根ブラザーズ破滅の危機となったが、最後はイチロー・マコと共に3人で大泉を追い返し、夢を再び追いかけ始めた。名前の由来は日本人メジャーリーガー、松井秀喜から。
イチロー
声 - 森久保祥太郎
江古田にあるホストクラブ「エコーDA EKODA」のナンバー1ホスト。無口で主に「ツッコミ」を入れる。パンダイコンのふわふわな感覚が忘れられない。ヒデキとマコの八百長臭い結婚の話に毎回「結婚はできる」と指摘するが、子供の作り方を知らない。ボトルで毬藻を飼っている。また、別のビンにドーム建設資金のためにホストクラブでの給料とチップを貯めていて10話の時点で23,548円。怖いのとやばいのが嫌い。どんな勧誘にも負けず、最後まで自らの信念を突き通した。相手を虜にする眼力と平手打ちを持つ。またシリーズを通して目が虚ろで覇気が無く、感情のこもっていない喋りである。名前はヒデキと同じく日本人メジャーリーガー、イチローから。
マコ
声 - 松本彩乃
ヒデキの従妹。自称19歳の元アイドル。ふたご座、血液型B型。岡山県出身で、稀に方言が混じる。ドン・ペリニヨンが好き。よくヒデキに金をせびっている。ヒデキに結婚をせまられる度に「日本の憲法・法律ではできないことになっている」と断るが、実はできることを知っている模様。イチローにぶたれたときから、イチローのことが好きになったが、イチローは「何とも思っていない」「ただの同居人・バンドのメンバー」と無慈悲な返事をされるがめげずに想いをよせる。ユーケルに騙されかけるが、3人（特にイチローと）一緒でなければいけない、と思い正した。お金に対する執着心が強く、肉が食べたいと切望している。早急な望みは目と鼻に施術を行いアイドルとして再デビューする事。
パンダイコン
声 - 富樫由梨子
練馬区に住む正体不明のパンダ。大根が大好物でよくヒデキの畑の大根を食べる。その見た目の可愛さ（ふわふわ）からユキカ、おやっさん、イチローを魅了している。ラーメン、肉、大根と雑食である。
カラクリ刑事ユキカ
声 - 井上麻里奈
練馬大根ブラザーズを逮捕しようと追い回す警察官。物語後半ではヒデキらに協力することになる。可愛らしいものを見ると興奮し人が変わる。特にパンダイコンやナルトに夢中。イチローも好きでその狭間で身悶えている。既存のマンションにL字金具で増設した一室で独り暮らしをしておりカラクリ1号・カラクリ2号というロボットのペットを飼っていて毎回、意味不明かつすごい特技を披露する。豊満な胸とお尻、括れた腰と性的魅力な体つき、愛車は拡声器と回転式赤色灯がついた自転車（馬に変形可）。先端に手錠が付いた鎖鞭を使う。
レンタル屋
声 - ワタナベシンイチ
「RENTAL SHOP 九龍」の店長。劇中ではおやっさんと呼ばれることも多い。顔は絶対に見せないが、そのシルエットはワタナベシンイチ本人に酷似している。金以外ならどんなものでも貸す。人妻が好み。
マネーマン、マネーダンサーズ
声 - セーラーキング（マネーマン）
「NNBローン」と呼ばれる謎の集団。NNBとは「NERIMA NOOGYO BANK」の略である。誰かの所持金がなくなると突如として出現、歌い踊り、無理矢理お金を借りさせ帰っていく。武富士の有名なCMのパロディ。なお、声を担当している「セーラーキング」とは「サラ金」をもじったものである。
大泉首相
声 - 矢尾一樹
最後の敵で、モデルは小泉純一郎。「マドンナ議員」を傍らに置いている。練馬区の民営化（「『みん』なで『え』え感じに『い』い気分で『か』いかんを味わう」）のため、「大泉チルドレン」と呼ばれる部下を暗部で活動させていた。民営化をした暁には大根畑にお大根様を備える建物を建て、大根畑を毎年参拝することを約束していた。だが、パンダイコン・ユキカ・レンタル屋・マネーマンの反抗に圧され、最後には、レンタル屋から借りた黄金のマイクを用いた練馬大根ブラザーズの歌声に感動し、去っていった。
土鍋沢鍋男
声 - 稲田徹
渡邉恒雄がモデルで、「ドナベナベ」と呼ばれる。大根畑にドーム球場を建設しようとヒデキを誘う。ゴシップ記事の捏造を繰り返し訴えられたり、問題発言を繰り返しテレビ等のマスメディアで著名であったりする。女子ソフトボールチーム「練馬ドナベーズ」のオーナーでもある。実は大泉チルドレンの一人だったが、「時間が掛かりすぎた」と大泉に消されかける。
ユーケル・ハクション
声 - 結城比呂
大泉チルドレンの一人。整形で有名な世界的大スター。モデルはマイケル・ジャクソン。「大人が嫌い」「夢を見ていたい」と言い、大根畑に「ネリマーランド」を建設しようとマコを誘うが、ドナベナベ同様消されかかる。「アオ!」「ポー」が口癖。
近所の住民
声 - 羽多野渉、市来光弘、梯篤司、木村拓、櫻井理絵、小日向みわ、松浦チエ 他
ヒデキら、練馬大根ブラザーズが住む雑居の近所の住民。夜、練馬大根ブラザーズが歌うと（歌いだそうとすると）、「うるさい」「静かにしろ」と叫んだり物を投げたりして止めにかかる。それどころか、防衛隊を呼んだり、訴えたりもしたことがある。ドナベナベの会社が発行する広報誌である練曲だよりの「大根畑には大根ペストやピロピロ菌がいる」というゴシップ記事に騙され、ドナベナベに土地を売り皆引っ越した。
ホスト
声 - 羽多野渉、市来光弘、梯篤司
イチローの同僚。
それぞれ額に「1」「2」「3」と描かれている。
お金さえ払えばなんでもやるらしい。

### ユニット
- バンド名 - 練馬大根ブラザース
- メインボーカル - ヒデキ
- ボーカル - マコ、イチロー
- ドラム - パンダイコン
- その他パート - 非パンダイコン
- 臨時メンバー - おやっさん、ユキカ

ヒデキ、イチロー、マコの3人が幼少時に神社の境内で練馬にドームを建ててコンサートをする事を夢見て結成。ドーム設立の資金になるのならば、と、ヒデキが持ち畑を耕し大根を栽培しているが実際はギャングを稼業としている。ステージを模した建物で3人が寝食を共にし音楽活動に励むも近所からは、あまりの騒々しさに総スカンをくらっている。音楽のレパートリーはブルース、ロック、ソウルミュージック、スカ。メンバーに欠員が出た場合は臨時メンバーで補うか、カキワリで代用する。

### ゲストキャラクター
プロダクション社長
声 - 玄田哲章
第1話ゲスト。モデルはジャニー喜多川。
オーディションがあると騙してお金と美少年を集めている。
韓流パチンコ店オーナー
声 - 井上和彦
第2話ゲスト。モデルはペ・ヨンジュン。
ホストクラブまがいのサービスで韓流ファンの主婦からお金を吸い取る。キムチが大好き。
院長
声 - 山本圭子
第3話ゲスト。
道行く善良な市民にわざと怪我を負わせ、無理やり病院に運び込み治療費を巻き上げる。
実は麻酔をかけているだけで治療などしていない。
女医
声 - 渡辺美佐
第3話ゲスト。
警察署長
声 - 西本理一
第4話ゲスト。
暴力団組長
声 - 小野大輔
第4話ゲスト。
No.1
声 - 鈴木千尋
第5話ゲスト。
歌舞伎町のホストNo.1.稼いだ金は全て恐妻に持っていかれる。
家事が得意で、子供がたくさんおり、苦労しつつも幸せに暮らしている。
恐妻
声 - 竹内順子
第5話ゲスト。
No.1の妻。家事はほぼNo.1にまかせっきりで、アイアンメイデンという武器を持つ。
実は涙もろく『フランダースの犬』で号泣する。
極つぶしほそよ
声 - 坂本千夏
第6話ゲスト。
モデルは細木数子。
占い師の地位を利用して価値の無い壷を幸運を呼ぶ壷と言って、高い金を客から巻き上げた。
角浜弁護士
声 - 西村朋紘
第7話ゲスト。
モデルは丸山和也。
100万円払えばなんでも解決してやる、と騙して金を巻き上げる。
ミヨちゃん
声 - 松来未祐
第7話ゲスト。
角浜弁護士の小学校時代の同級生。ブルマを盗られたりお風呂を覗かれたりといった目に遭っている。「訴えてやる」が口癖でそのトラウマが角浜を弁護士にしたきっかけ。
コンチキマート社長
声 - 真殿光昭
第8話ゲスト。モデルはドン・キホーテ。
店で売っている商品はどれも激安だが、入手方法はほとんど違法。

## 漫画
- 原作 - アニプレックス、スタジオ雲雀
- 漫画 - 近藤高光、スタジオ雲雀

## アニメ
本作は、連続アニメとしては珍しいミュージカルコメディアニメというコンセプトで制作されており、突如として登場人物らが音楽に合わせて歌いだすなどといった演出手法が随所に盛り込まれている。歌は基本BGMの替え歌であり、これは『はれときどきぶた』の第57話Bパートを踏襲している。はれときどきぶたのワタナベシンイチ監督と浦沢義雄脚本が再びタッグを組んだ要素がそこに表れている。なお、脚本とシリーズ構成を担当した浦沢義雄は東映のミュージカル特撮『うたう!大龍宮城』でも全話脚本を担当した実績がある。
過激なギャグが多く、浦沢脚本定番の同性愛ネタや、サラ金や韓流ブーム等への皮肉をこめたパロディがある。例えば第8話の「トンチホーテ」が「コンチキマート」に、登場人物の「ドナベツネ」が「ドナベナベ」に変更されている。ただし、「自衛隊」名称のNGについてはワタナベシンイチ・浦沢義雄両名は納得をしていない（無料で配布された小冊子内の対談での発言）。DVD第1巻においては、「防衛隊」もすべて「自衛隊」呼称に差し替えられた。
主人公には『コブラ』劇場版以来主演は実に24年ぶりとなる松崎しげるを起用し(ゲスト出演はビックリマン2000などで時々しているが)、さらに毎回ゲストとしてベテラン・実力派・若手等、多彩に揃えた声優キャスティングになっている。具体的にはパンダイコン役の富樫由梨子がアニプレックスの社員であったり、また、相変わらずナベシン監督が自分に近いキャラクターで出演している点が挙げられる。これは、近年の浦沢義雄作品では『アークエとガッチンポー』、『アークエとガッチンポーてんこもり』等にも見られる。
アニメ内では、話と歌と同時進行をしており、声優にはゲストに至るまで歌唱力のある声優を使っている。
本放送を控えた2005年12月29日に、コミックマーケット69のアニプレックスブースに主要声優3人とワタナベ監督が出演のイベントが開催された（司会は井上麻里奈）。

### スタッフ
- 原作 - NDB PROJECT（アニプレックス、スタジオ雲雀）
- 監督 - ワタナベシンイチ
- シリーズ構成・脚本 - 浦沢義雄
- テクニシャン ｰ はるか
- キャラクターデザイン - 近藤高光
- ミュージカル監修 - 遊佐かずしげ
- 色彩設計 - 宮川貴江
- 美術監督 - 松平聡
- 撮影監督 - 渡辺宣之
- 編集 - 森田清次
- 音響監督 - 蝦名恭範
- 音楽 - F☆CK
- アニメーションプロデューサー - 吉田大樹
- プロデューサー - 光延青児、藤本昌俊
- 製作 - アニプレックス、スタジオ雲雀

### 主題歌
オープニングテーマ「マ・ジ・ヤ・バ」
作曲 - 金子隆博 / 作詞 - 石井竜也 / 歌 - 練馬大根ブラザーズ（松崎しげる・森久保祥太郎・松本彩乃）
- PVでは松崎、森久保、松本がそれぞれヒデキ、イチロー、マコに扮し出演、アニメの大根畑とステージを忠実に再現している。

エンディングテーマ「ベリマッ!」
作曲 - 藤井丈司 / 作詞 - 美咲ひいろ / 歌 - 練馬大根ブラザーズ（松崎しげる・森久保祥太郎・松本彩乃）

### 各話リスト
サブタイトルは全て「俺の」で始まり、ゲイ及び男性器を連想させるタイトルになっている。
| 話数 | サブタイトル                      | 絵コンテ                  | 演出                      | 作画監督                          |
| ---- | --------------------------------- | ------------------------- | ------------------------- | --------------------------------- |
| 1    | 俺の練馬大根をおさわりください    | ワタナベシンイチ          | 齋藤徳明                  | 安形佳己                          |
| 2    | 俺のお玉でサランヘヨ              | ワタナベシンイチ          | 齋藤徳明 山田一夫         | 三浦貴弘 小沼克介                 |
| 3    | 俺のお注射お尻にクラッシュ        | ワタナベシンイチ          | 山崎友正 高田昌宏         | 安形佳己 小沼克介                 |
| 4    | 俺のカラクリ刑事（デカ）いでしょ  | ワタナベシンイチ          | 水本葉月                  | 小関雅                            |
| 5    | 俺のを転がせNo.1                  | ワタナベシンイチ          | 三好正人                  | 三浦貴弘 網嵜涼子                 |
| 6    | 俺のウラウラうらない              | おくだせいじ              | 後信治 齋藤徳明           | 福島豊明 山沢実 安形佳己          |
| 7    | 俺ので奏でて! 訴えて!             | 尼野浩正                  | 井草かほる                | 森川均                            |
| 8    | 俺の激安ロケット発射寸前!         | ワタナベシンイチ          | 高田昌宏 齋藤徳明         | 三浦貴弘 網嵜涼子 小沼克介        |
| 9    | 俺のをなべなべおっ立てろ!         | 尼野浩正                  | 内山まな                  | 武内啓 宇都木勇                   |
| 10   | 俺のバッドをスリスリらー♪         | ワタナベシンイチ 尼野浩正 | 三好正人 松浦錠平         | 三浦貴弘 網嵜涼子 安形佳己        |
| 11   | 俺のドームで3人プレイ!?           | ワタナベシンイチ 尼野浩正 | 岡崎幸男                  | 小沼克介 安形佳己 武内啓 宇都木勇 |
| 12   | 俺のフィニッシュ! 見ておくんなま! | ワタナベシンイチ          | ワタナベシンイチ 齋藤徳明 | 小沼克介 網嵜涼子 安形佳己        |

### 放送局
| 放送地域   | 放送局     | 放送期間                | 放送日時           | 放送系列       | 備考             |
| ---------- | ---------- | ----------------------- | ------------------ | -------------- | ---------------- |
| 関東広域圏 | テレビ東京 | 2006年1月9日 - 3月27日  | 月曜 25:30 - 26:00 | テレビ東京系列 |                  |
| 愛知県     | テレビ愛知 | 2006年1月12日 - 3月30日 | 木曜 25:58 - 26:28 | テレビ東京系列 |                  |
| 大阪府     | テレビ大阪 | 2006年1月13日 - 3月31日 | 金曜 26:00 - 26:30 | テレビ東京系列 |                  |
| 日本全域   | AT-X       | 2006年2月2日 - 4月20日  | 木曜 10:30 - 11:00 | CS放送         | リピート放送あり |